# Meester van Cabestany

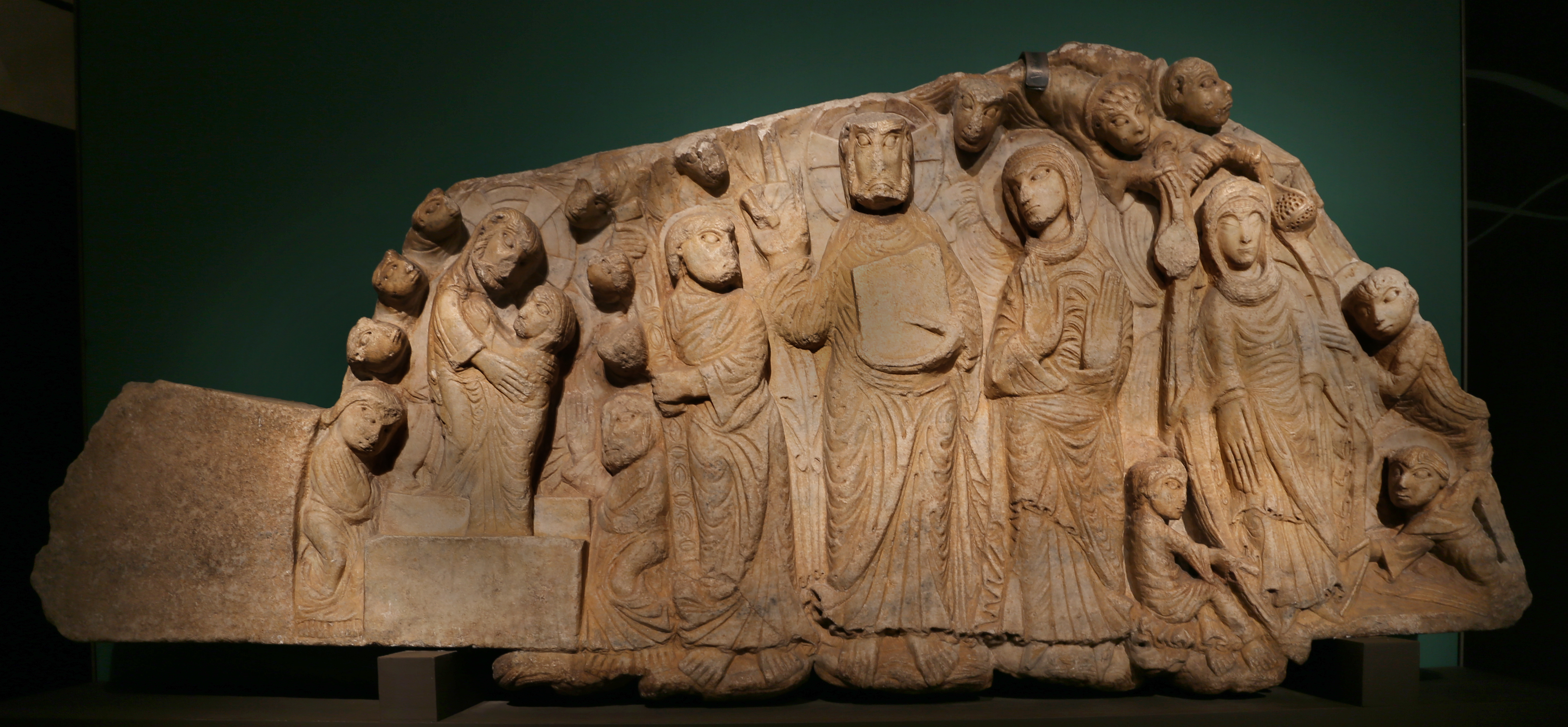
Timpaan van Cabestany.

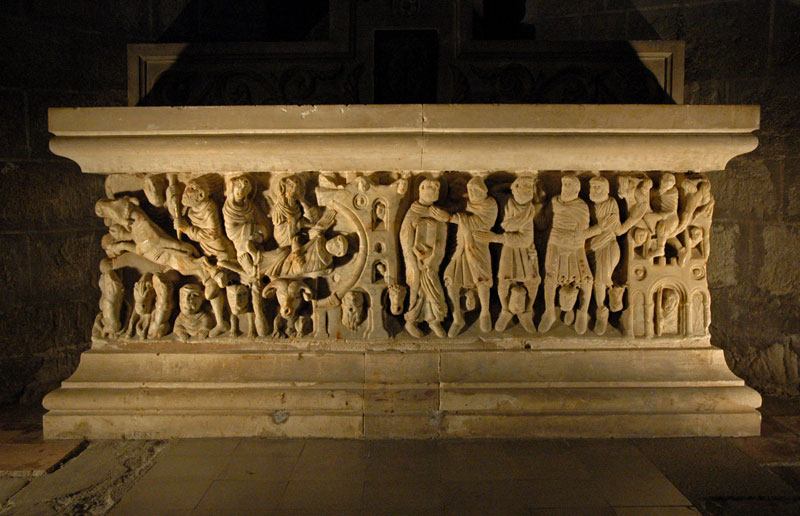
De sarcofaag van Saint Sernin in het kerkje Notre-Dame de l’Assumption in Saint Hilaire de l’Aude.

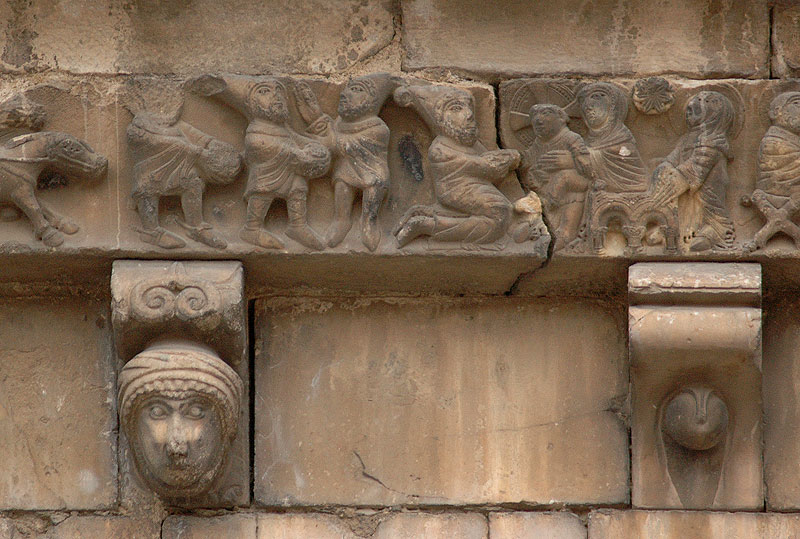
Deel van het fries van de kerk Sainte-Marie in Le Boulou.

Meester van Cabestany is een noodnaam die werd gegeven aan de schepper van verschillende, bijzondere, beeldhouwwerken in Roussillon en Catalonië uit de tweede helft van de 12e eeuw. 

## Oorsprong van de noodnaam
Bij uitbreidingswerken van de parochiekerk Notre-Dame van Cabestany, een plaats gelegen ten zuidoosten van Perpignan, werd in de jaren dertig een romaans timpaan tevoorschijn gehaald. De uitzonderlijk hoge kwaliteit van het kunstwerk bracht specialisten ertoe het werk te bestuderen en te vergelijken met ander middeleeuws religieus beeldhouwwerk. Gelijkenissen werden vastgesteld en leidden tot de conclusie dat een en dezelfde anonieme kunstenaar aan het werk was geweest die sindsdien de Meester van Cabestany wordt genoemd.  
Men neemt tegenwoordig aan dat hij een rondreizende beeldhouwer was die vanuit Toscane naar Roussillon en Catalonië is gekomen. 

## Werken

### Bekendste werk
Zijn bekendste werk is het timpaan dat werd ontdekt in de parochiekerk Notre-Dame. Op dit timpaan is de Hemelvaart van Maria in verschillende scènes verbeeld. De persoonlijk beeldtaal van de kunstenaar is hier goed te zien. De figuren hebben steeds een relatief groot en tamelijk driehoekig hoofd, een laag voorhoofd, amandelvormige scheefstaande, sterk bollende ogen (net gaatjes van een boorkop), handen met lange, slanke vingers en hun gewaden vertonen heel wat plooien. 

### Ander werk in Roussillon
Behalve in Cabestany vinden we ook werk van de Meester van Cabestany in andere plaatsen:
- De fries van het westportaal van de parochiekerk Sainte-Marie in Le Boulou.
- De rijkelijk gebeeldhouwde kapitelen van de kerk Notre-Dame-de-l'Assomption in Rieux-Minervois. Het bekendste kapiteel is dat van de Hemelvaart van de Maagd.
- Een altaarreliëf dat het martelaarschap van saint Sernin voorstelt (ook wel saint Saturnin van Toulouse), de eerste bisschop van Toulouse, aanwezig in de abdijkerk van Saint-Hilaire in Saint Hilaire.

### Italië (Toscane)
- Een gebeeldhouwd kapiteel van een doopvont met levendige scènes van de Annunciatie  en van de geboorte van Christus is aanwezig in het Museo di Arte sacra (Museo Giuliano Ghelli) in San Casciano in Val di Pesa (ten zuiden van Florence).
- Een gebeeldhouwd kapiteel dat Daniël in de leeuwenkuil voorstelt, aanwezig in de cisterciënzer(abdij)kerk van Sant'Antimo, in de buurt van Montalcino (Toscane).

### Spanje (Catalonië)
- Een mannenhoofd met geïncrusteerde ogen afkomstig uit het klooster Sant Pere de Rodes wordt bewaard in het kasteel Perelada in Catalonië.
- Enkele van de marmerreliëfs van het hoofdportaal van de kloosterkerk van Sant Pere de Rodes met een afbeelding van Christus lopend over het water, worden bewaard in het Museo Frederic Marès in Barcelona.
- Enkele uitgewerkte kapitelen in de centrale apsis van de kloosterkerk Sant Pere de Galligants in Gerona.

## Interpretatiecentrum
In Cabestany bevindt zich het Centre de Sculpture Romane waar sinds 2004 een overzicht en een inzicht gegeven wordt van/in de wereld van de meester van Cabestany aan de hand van meer dan zestig gipsen afgietsels van zijn werken.